# Élections régionales de 2011 en Bade-Wurtemberg
Les élections régionales de 2011 en Bade-Wurtemberg (en allemand : Landtagswahl in Baden-Württemberg 2011) se tiennent le 27 mars 2011, afin d'élire les 120 députés de la 15e législature du Landtag, pour un mandat de cinq ans. Du fait de la loi électorale, 138 députés sont finalement élus.
Le scrutin est marqué par la victoire de la CDU du ministre-président Stefan Mappus, qui reste la première force politique du Land. Toutefois, l'écologiste Winfried Kretschmann parvient à accéder au pouvoir en s'associant avec le SPD, provoquant la première alternance depuis la fondation du Bade-Wurtemberg.

## Contexte
Dans ce Land où l'Union chrétienne-démocrate d'Allemagne (CDU) gouverne, seule ou en coalition, depuis 1953, les élections législatives régionales du 26 mars 2006 n'ont pas dérogé à cette situation.
Porté au pouvoir en avril 2005, le ministre-président chrétien-démocrate Günther Oettinger maintient la domination de la CDU avec un score de 44,2 % des voix, concédant un recul d'à peine un demi-point. Le Parti populaire démocratique (FDP/DVP), partenaire de la CDU depuis dix ans, réalise pour sa part une belle remontée. Avec 10,7 %, il repasse au-dessus des 10 % pour la première fois depuis près de quarante ans.
Dans l'opposition, le Parti social-démocrate d'Allemagne (SPD) ne confirme pas sa poussée de 2001. Il retombe à 25,2 % des voix, soit un net recul de huit points. À un dixième de point, il s'agit de son second plus mauvais résultat régional. Cette régression profite en premier lieu à l'Alliance 90 / Les Verts (Grünen), qui obtient 11,7 % des suffrages, une hausse de quatre points qui leur permet de signer leur deuxième meilleur score dans ce Land, mais également à l'Alternative électorale travail et justice sociale (WASG), qui atteint 3,1 %.
Par ailleurs, Les Républicains (REP), qui avaient fait sensation en 1992 et 1996, confirment leur déclin. Ils passent effectivement de 4,4 % à seulement 2,5 %, actant la défaite de l'extrême droite dans ce bastion conservateur.
Au cours de la législature sont survenues les élections législatives fédérales du 27 septembre 2009. Si les résultats confirment la prédominance de la droite dans ce territoire, elle se rééquilibre entre les chrétiens-démocrates, qui se contentent de 34,4 %, et les libéraux-démocrates, qui montent jusqu'à 18,8 %. Ils sont devancés d'un demi-point seulement par les sociaux-démocrates. Les autres composantes de la gauche confirment leur vigueur, avec un score de 13,9 % des suffrages pour les écologistes et même 7,2 % pour Die Linke, nouvelle formation de la gauche radicale qui réalise une importante percée dans ce Land acquis à la droite.

## Mode de scrutin
Le Landtag est constitué de 120 députés (en allemand : Mitglied des Landtags, MdL), élus pour une législature de cinq ans au suffrage universel direct et suivant le scrutin proportionnel de Sainte-Laguë.
Chaque électeur dispose d'une voix, qui compte double. Elle est d'abord attribuée au parti politique dont le candidat est le représentant, puis elle permet de déterminer le score du candidat dans sa circonscription, le Land comptant un total de 70 circonscriptions.
Lors du dépouillement, l'intégralité des 120 sièges est répartie en fonction de la première attribution, à condition qu'un parti ait remporté 5 % de ces voix au niveau du Land (les voix des candidats indépendants sont donc exclues de ce décompte). Cette répartition est ensuite répétée au niveau des quatre districts. Si un parti a remporté des mandats avec la deuxième attribution, ses sièges sont d'abord pourvus par ceux-ci. Les sièges restants sont ensuite comblés par les candidats des circonscriptions non-élus, dans l'ordre décroissant de leur résultat en pourcentage.
Dans le cas où un parti obtient plus de mandats au scrutin uninominal que la proportionnelle ne lui en attribue, la taille du Landtag est augmentée jusqu'à rétablir la proportionnalité.

## Campagne

### Principales forces
| Parti | Parti                                                                              | Idéologie                                                                   | Chef de file                         | Résultats de 2006          |
| ----- | ---------------------------------------------------------------------------------- | --------------------------------------------------------------------------- | ------------------------------------ | -------------------------- |
|       | Union chrétienne-démocrate d'Allemagne Christlich Demokratische Union Deutschlands | Centre droit Démocratie chrétienne, libéral-conservatisme                   | Stefan Mappus (Ministre-président)   | 44,2 % des voix 69 députés |
|       | Parti social-démocrate d'Allemagne Sozialdemokratische Partei Deutschlands         | Centre gauche Social-démocratie, troisième voie, progressisme               | Nils Schmid                          | 25,2 % des voix 38 députés |
|       | Alliance 90 / Les Verts Bündnis 90/Die Grünen                                      | Centre gauche Écologie politique, progressisme                              | Winfried Kretschmann                 | 11,7 % des voix 17 députés |
|       | Parti libéral-démocrate Freie Demokratische Partei                                 | Centre droit à droite Libéralisme, libéralisme économique                   | Ulrich Goll (Ministre de la Justice) | 10,7 % des voix 15 députés |
|       | Die Linke La Gauche                                                                | Extrême gauche à gauche Socialisme démocratique, anticapitalisme, populisme | Marta Aparicio                       | 3,1 % des voix 0 députés   |

### Enquêtes d'opinions
| Institut            | Date       | CDU    | SPD    | Verts  | FDP    | Linke |
| ------------------- | ---------- | ------ | ------ | ------ | ------ | ----- |
| Institut            | Date       |        |        |        |        |       |
| Forsa               | 24/03/2011 | 38,0 % | 24,0 % | 24,0 % | 5,0 %  | 4,0 % |
| Emnid               | 20/03/2011 | 38,0 % | 22,0 % | 25,0 % | 6,0 %  | 4,0 % |
| FgW                 | 18/03/2011 | 38,0 % | 22,5 % | 25,0 % | 5,0 %  | 4,5 % |
| Infratest           | 14/03/2011 | 42,0 % | 22,0 % | 21,0 % | 6,0 %  | 4,0 % |
| Forsa               | 11/03/2011 | 40,0 % | 26,0 % | 20,0 % | 5,0 %  | 4,0 % |
| Emnid               | 04/03/2011 | 38,0 % | 25,0 % | 21,0 % | 8,0 %  | 4,0 % |
| Forsa               | 02/03/2011 | 39,0 % | 26,0 % | 19,0 % | 6,0 %  | 4,0 % |
| Emnid               | 27/02/2011 | 40,0 % | 23,0 % | 22,0 % | 6,0 %  | 4,0 % |
| Emnid               | 20/02/2011 | 40,0 % | 20,0 % | 23,0 % | 7,0 %  | 5,0 % |
| Emnid               | 13/02/2011 | 40,0 % | 19,0 % | 25,0 % | 7,0 %  | 4,0 % |
| FgW                 | 04/02/2011 | 41,0 % | 19,0 % | 26,0 % | 6,0 %  | 4,0 % |
| Emnid               | 29/01/2011 | 40,0 % | 20,0 % | 27,0 % | 5,0 %  | 4,0 % |
| Emnid               | 19/12/2010 | 41,0 % | 19,0 % | 29,0 % | 4,0 %  | 4,0 % |
| Infratest           | 02/12/2010 | 39,0 % | 18,0 % | 28,0 % | 5,0 %  | 5,0 % |
| FgW                 | 26/11/2010 | 39,0 % | 19,0 % | 26,0 % | 5,0 %  | 4,0 % |
| Allensbach          | 19/11/2010 | 38,0 % | 22,0 % | 26,0 % | 5,0 %  | 5,0 % |
| TNS Forschung       | 09/10/2010 | 34,0 % | 19,0 % | 32,0 % | 6,0 %  | 5,0 % |
| Infratest           | 08/09/2010 | 35,0 % | 21,0 % | 27,0 % | 5,0 %  | 5,0 % |
| Dernières élections | 26/03/2006 | 44,2 % | 25,2 % | 11,7 % | 10,7 % | 3,1 % |

### Thèmes

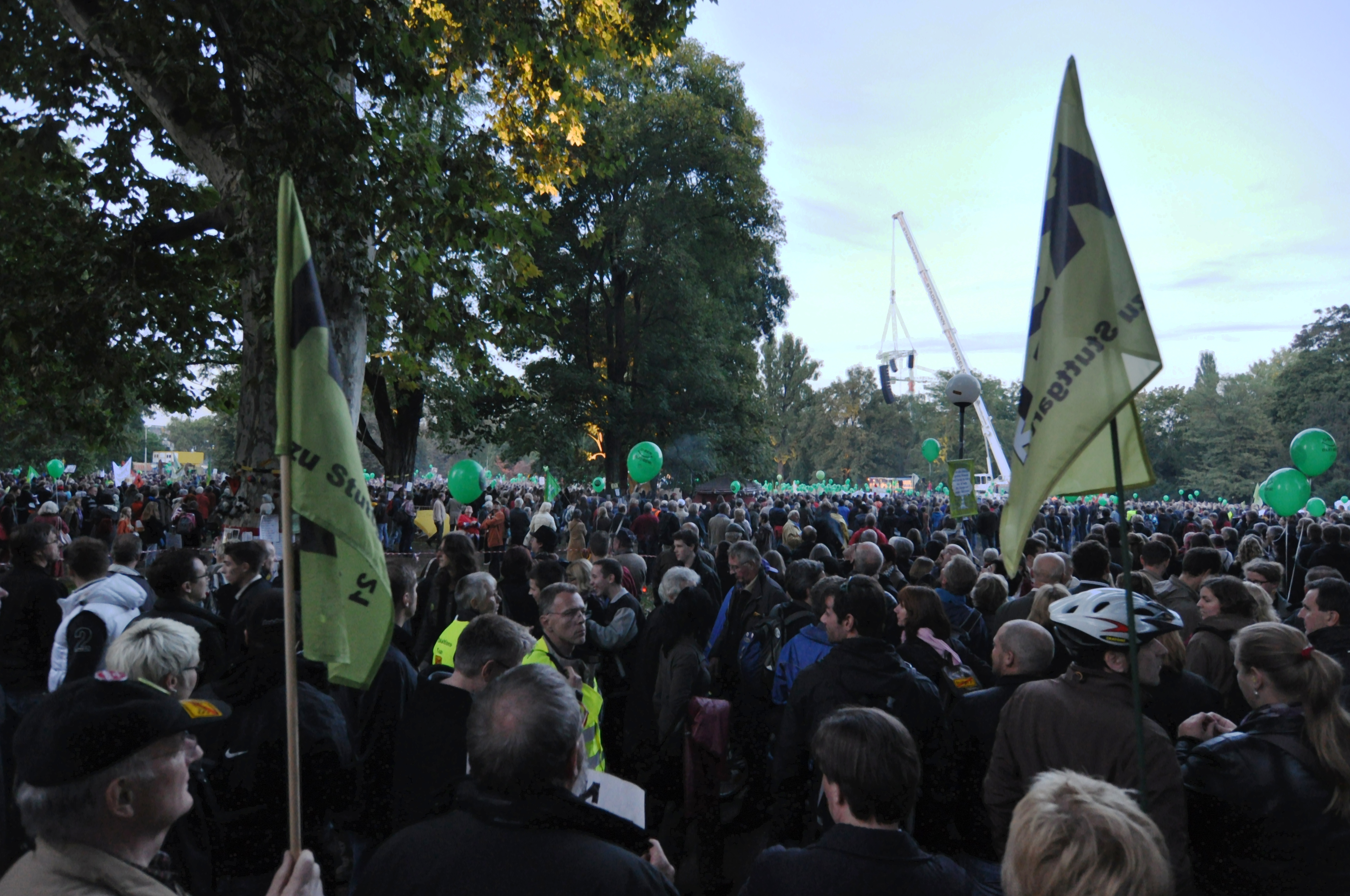
Manifestation contre le projet « Stuttgart 21 », en octobre 2010.

La polémique autour du projet ferroviaire « Stuttgart 21 », qui oppose le gouvernement à l'opposition de gauche, et conduit à de fréquentes manifestations de la population à Stuttgart, constitue un thème majeur de la campagne. Avec la demande répétée de l'organisation d'un référendum sur la question, le problème de la démocratie directe devient un autre enjeu de la campagne, un sentiment renforcé par les référendums d'initiative populaire sur les droits des non-fumeurs en Bavière et la réforme éducative à Hambourg. De plus, le gouvernement reste critiqué après avoir décidé de faire disperser une manifestation par la force, la police régionale ayant fait usage de canons à eaux et un homme ayant perdu un œil. Ces événements ont conduit cent mille personnes à défiler à Stuttgart contre « la violence policière et gouvernementale ».
La décision du gouvernement fédéral, soutenu par une coalition identique à celle du gouvernement régional, de prolonger de 14 ans la vie des centrales nucléaires, alors que le premier cabinet rouge-vert de Gerhard Schröder avait décidé la sortie du nucléaire pour 2022, pèse lors de la campagne, dans la mesure où le Bade-Wurtemberg accueille trois centrales de ce type. Cette thématique s'est d'ailleurs nettement renforcée en fin de campagne, du fait de la crise nucléaire au Japon qui a conduit Angela Merkel à reporter l'allongement du durée de vie des centrales, une décision dénoncée comme « politicienne » par l'opposition et l'opinion publique.

## Résultats

### Voix et sièges
|                          |                                                             |           |       |        |               |        |        |               |
| Parti                    | Parti                                                       | Voix      | Voix  | Sièges | Sièges        | Sièges | Sièges | Sièges        |
| Parti                    | Parti                                                       | Votes     | %     | MU1    | +/-           | Liste  | Total  | +/-           |
|                          | Union chrétienne-démocrate d'Allemagne (CDU)                | 1 943 912 | 39,01 | 60     | 9             | 0      | 60     | 9             |
|                          | Alliance 90 / Les Verts (Grünen)                            | 1 206 182 | 24,20 | 9      | 9             | 27     | 36     | 19            |
|                          | Parti social-démocrate d'Allemagne (SPD)                    | 1 152 594 | 23,13 | 1      | en stagnation | 34     | 35     | 3             |
|                          | Parti libéral-démocrate (FDP)                               | 262 784   | 5,27  | 0      | en stagnation | 7      | 7      | 8             |
|                          | Die Linke (Linke)                                           | 139 700   | 2,80  | 0      | en stagnation | 0      | 0      | en stagnation |
|                          | Parti des pirates (PIRATEN)                                 | 103 618   | 2,08  | 0      | en stagnation | 0      | 0      | en stagnation |
|                          | Les Républicains (REP)                                      | 56 723    | 1,14  | 0      | en stagnation | 0      | 0      | en stagnation |
|                          | Parti national-démocrate d'Allemagne (NPD)                  | 48 227    | 0,97  | 0      | en stagnation | 0      | 0      | en stagnation |
|                          | Parti écologiste-démocrate (ÖDP)                            | 42 539    | 0,85  | 0      | en stagnation | 0      | 0      | en stagnation |
|                          | Parti du travail, de l'environnement et de la famille (AUF) | 10 420    | 0,21  | 0      | en stagnation | 0      | 0      | en stagnation |
|                          | Parti des chrétiens respectueux de la Bible (PBC)           | 4 652     | 0,09  | 0      | en stagnation | 0      | 0      | en stagnation |
|                          | Alliance de l'innovation et de la justice (BIG)             | 3 463     | 0,07  | 0      | en stagnation | 0      | 0      | en stagnation |
|                          | La démocratie par le référendum (Volksabstimmung)           | 2 490     | 0,05  | 0      | en stagnation | 0      | 0      | en stagnation |
|                          | Autres                                                      | 6 415     | 0,14  | 0      | en stagnation | 0      | 0      | en stagnation |
|                          |                                                             |           |       |        |               |        |        |               |
| Votes valides            | Votes valides                                               | 4 983 719 | 98,65 |        |               |        |        |               |
| Votes blancs et nuls     | Votes blancs et nuls                                        | 68 222    | 1,35  |        |               |        |        |               |
| Total                    | Total                                                       | 5 051 941 | 100   | 70     | en stagnation | 68     | 138    | 1             |
| Abstentions              | Abstentions                                                 | 2 570 932 | 32,73 |        |               |        |        |               |
| Inscrits / participation | Inscrits / participation                                    | 7 622 873 | 66,27 |        |               |        |        |               |

### Analyse
Le résultat de ce scrutin présente plusieurs caractéristiques inédites. Ainsi, la CDU reste la principale force du Landtag mais réalise le deuxième plus mauvais résultat de son histoire régionale. Depuis 1953, c'est seulement la quatrième fois qu'elle passe sous le seuil des 40 % des suffrages exprimés. Le véritable succès de ces élections revient aux Grünen. En totalisant 24,2 % des voix, ils réalisent son meilleur score dans une élection parlementaire.
Franchissant pour la première fois la barre des 20 % dans ce type de scrutin, ils parviennent même à devancer le SPD, qui poursuit sa chute et atteint son plus bas historique avec seulement 23,1 % des bulletins valables. Le FDP se trouve dans une position similaire. Avec 5,3 %, il évite de peu d'être expulsé du Landtag et se contente de son pire score depuis 1953.
Les Piraten, bien qu'ils restent hors de l'assemblée connaissent un succès certain alors que la Linke reste exclue du Landtag avec un score en très légère baisse par rapport à 2006.

### Conséquences
Le 12 mai 2011, l'écologiste Winfried Kretschmann est investi ministre-président de Bade-Wurtemberg et forme une cabinet de coalition verte-rouge avec les sociaux-démocrates. Il est le premier membre de l'Alliance 90 / Les Verts à prendre la direction d'un gouvernement en Allemagne.